# Alfarería en la provincia de Toledo
La alfarería en la provincia de Toledo (España), como fenómeno etnográfico posterior a la romanización, mezcla influencias de la herencia cultural morisca en la Castilla meridional y parte de la región manchega.
Se distribuye en tres zonas geográficas, al oeste el importante foco de producción de cerámica de Talavera de la Reina y Puente del Arzobispo; la zona central encabezada por la ciudad de Toledo y con producción histórica en núcleos como Cuerva, Ocaña y La Puebla de Montalbán; y el foco manchego de Consuegra, Corral de Almaguer, Madridejos y Villafranca de los Caballeros.

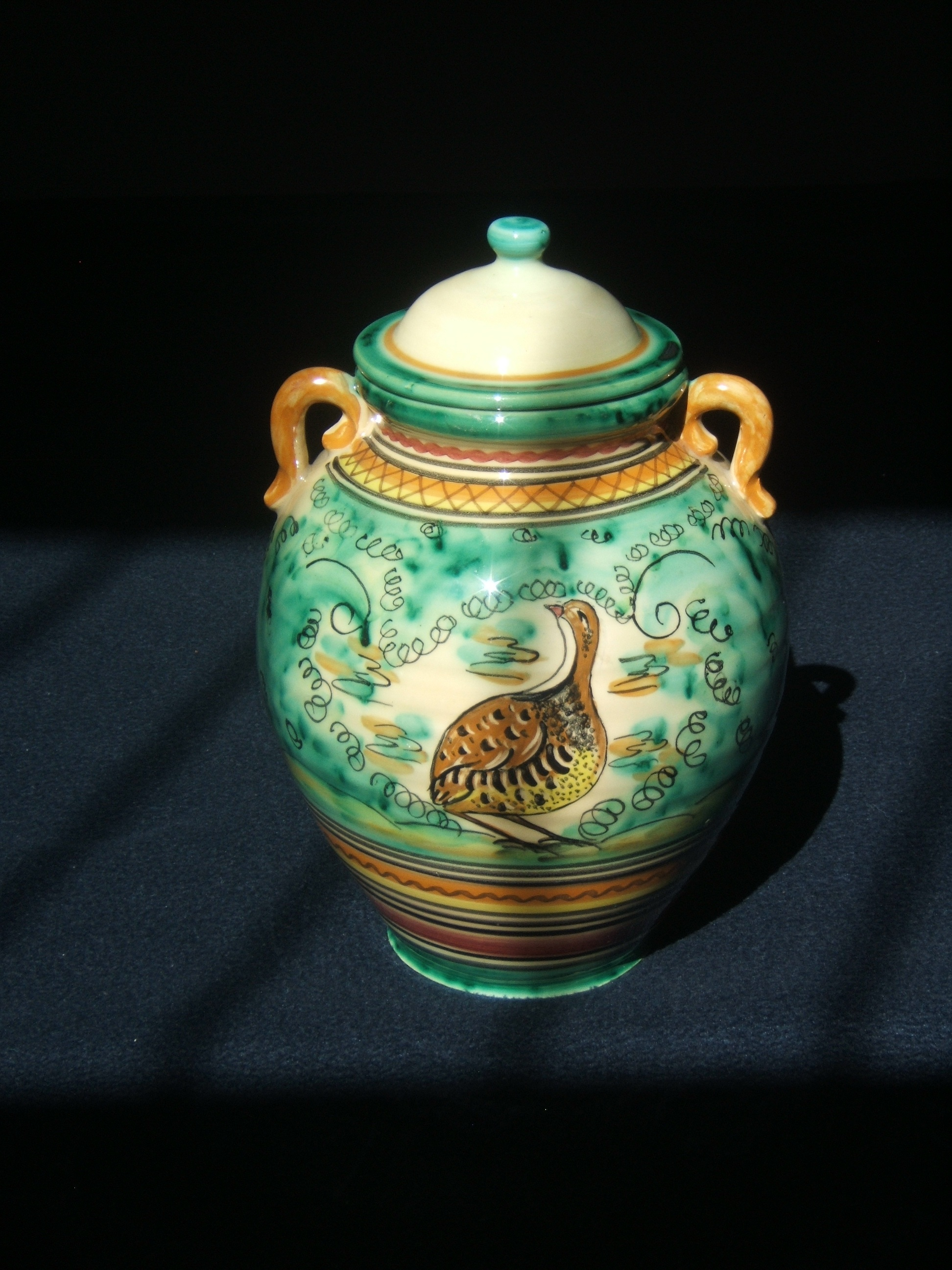
Orza de la «serie esmeralda» fabricada en El Puente del Arzobispo.

## Documentación histórica
Además de los restos de material arqueológico de cerámica hallada en la provincia y conservados en diversos museos, a partir del siglo xviii se documenta actividad alfarera de varios focos importantes en el Catastro de Ensenada (1752) y en las Memorias políticas y económicas de Eugenio Larruga (1792), así como en el siglo xix en el Diccionario geográfico-estadístico-histórico (1846-1850) de Pascual Madoz.
En el campo etnográfico, la provincia ha sido objeto de varios estudios monográficos locales, y con capítulos específicos en otros de carácter regional o nacional.

## La ciudad de Toledo

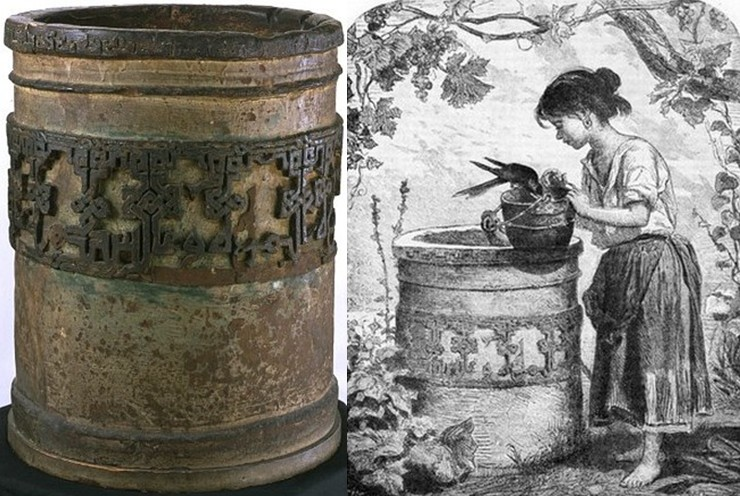
Brocal de Toledo, hoy en el Victoria y Albert Museo. Dibujo de Valeriano Bécquer en 1856.

Informa Natacha Seseña de que el documento más antiguo que da noticia de la actividad alfarera en la capital toledana data de la segunda mitad del siglo xi; se trata de una «escritura de depósito de loza a nombre de Abuchafar Ahmed Ben Mahomed Ben Mogueits». También se sabe que en el Medioevo, algunos conventos elaboraban piezas de vajilla cerámica para el uso de la comunidad religiosa. Asimismo, resulta esclarecedor el origen árabe de los alfareros que trabajaban en la ciudad durante los siglos xiii y xiv, en razón de sus nombres musulmanes. El periodo del Renacimiento sigue aportando documentación sobre la actividad alfarera de la ciudad, como anota por ejemplo Ramírez de Arellano en su Catálogo de artífices, situando la mayor concentración de alfares en el barrio de la Antequeruela o Arrabal de San Isidrio, y los puestos de venta y mercado entre la iglesia de Santa Justa y la calle de la Sal, en el corazón de la ciudad. En ese periodo (entre los siglos xv y xvi) se fabricó con profusión tinajería para agua, vino, aceite y grano, como anota el marqués de Lozoya en su Historia del arte hispánico. También se fabricaron brocales para pozos y pilas de bautismo.
La Guía de los alfares de España, publicada en 1975 por Vossen, Seseña y Köpke, catalogaba en el inicio de la segunda mitad del siglo xx 28 alfares activos en la capital toledana. En el inicio del siglo xxi se conservan algunos talleres de artesanía cerámica y un activo comercio dirigido al turismo de la ciudad de las Tres Culturas.
Del legado alfarero pueden contemplarse singulares ejemplos en la arquitectura interior y exterior de edificios históricos como el Monasterio de San Juan de los Reyes, la Escuela de Artes y Oficios Artísticos, la Casa del Greco, la sinagoga de Santa María la Blanca o el mercado de Abastos, así como en los fondos del Museo de Santa Cruz.

## El foco manchego
La actividad alfarera en la Mancha Toledana se ha concentrado tradicionalmente en la comarca del Priorato de San Juan (Consuegra, Madridejos y Villafranca de los Caballeros), con algún reflejo en el Priorato de Santiago (Corral de Almaguer). Destaca la producción de Consuegra, en la ruta cervantina, donde mediado el siglo xx estuvieron activos cuarenta alfares, de los que en 1979 solo seguían funcionando dos. El barro se extraía de pozos locales («a pico y pala») y los hornos eran individuales, alimentados con «leña de orujo» y once horas de «cochura». Se producía básicamente alfarería de fuego, sobre todo pucheros –semejantes a los de Alcorcón–, con medidas que ordenaban su denominación: «de cuatro azumbres, de azumbre, de a cuartilla, olla de raya, de medio azumbre, de a cuartillo, macetero intermedio, y papero o paperillo»; también se fabricaban cazuelas «de solero abombado» para el fuego bajo, lebrillos, escurrideras y botijos de invierno. De las piezas para agua destacaba la producción de “alcabures”, y curiosidades como las buhardillas para palomas o los botijos de fantasía (simulando un tronco de árbol por el que trepaba una culebra para robar los huevos de un nido). La producción se vendía en los mercados de Urda y Villacañas.

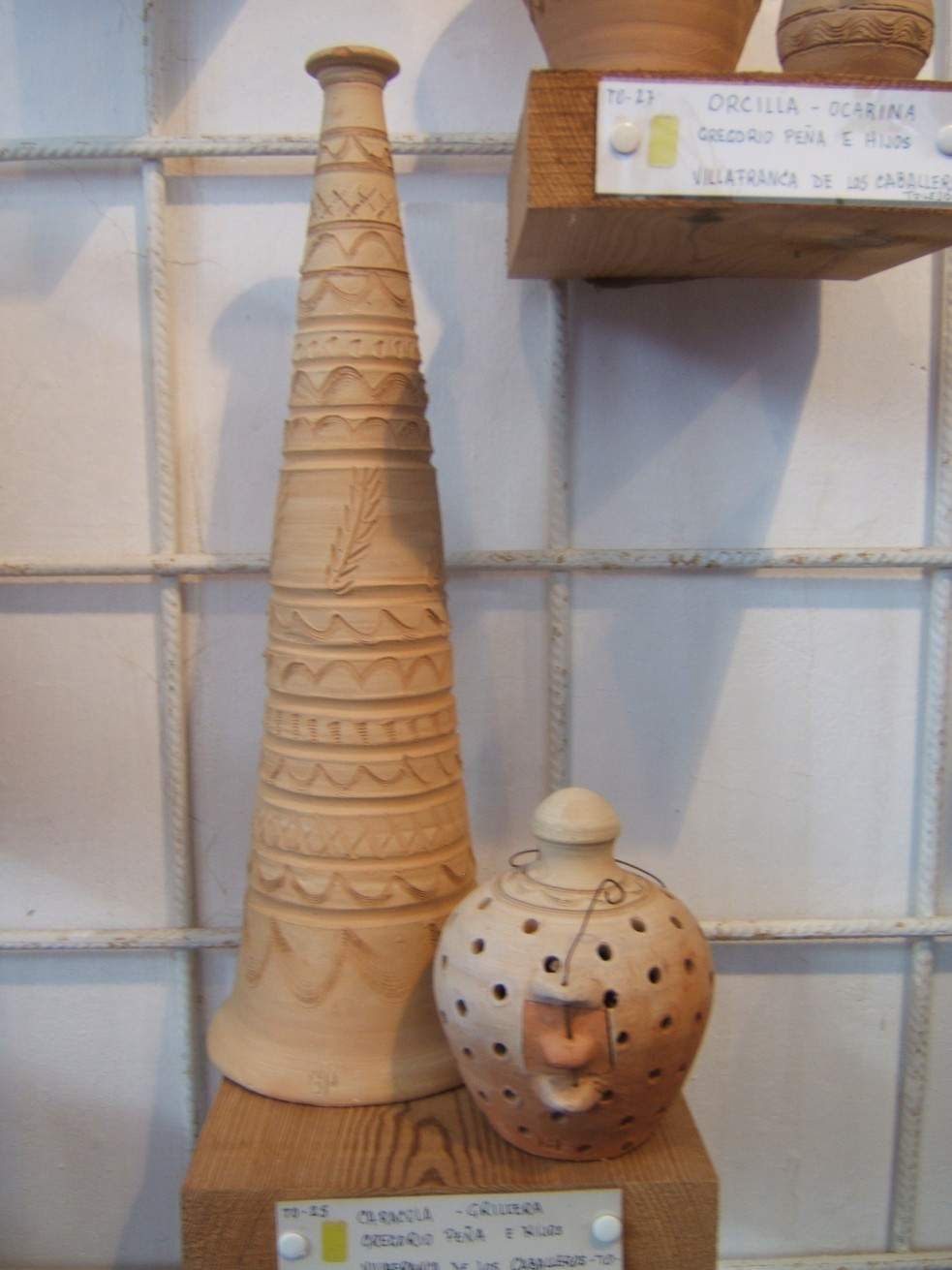
Caracola y pequeña grillera típicas del alfar de Gregorio Peño González, en Villafranca de los Caballeros.

En Madridejos, enclave mencionado por Larruga, la similitud de barros con los de Consuegra dio un producción semejante. Natacha Seseña relata que según los alfareros del lugar, la fuerza del sol permitía realizar el vidriado sin primera cochura de horno (es decir, los cacharros ‘se cocían al sol’).
También en el Priorato de San Juan hay que anotar la producción de Villafranca de los Caballeros, conservada desde el siglo xix por la familia Peño, acreedora de varios premios nacionales. Se trabaja con un barro blanco, calizo y pegajoso, mezclado con arcillas más blandas (de Herencia y La Bisbal). Especializada en piezas para el agua, destacan sus cántaros, apenas decorados con un peine en motivos vegetales («ondas y espigas»), y torneados con el torno alfarero tradicional. Además de la cantarería, los etnógrafos llaman la atención sobre dos piezas curiosas, las caracolas (conos huecos, como trompetillas o bocinas, antiguamente usadas por las cuadrillas de segadores, que con ellas avisaban de su regreso de la jornada de trabajo) convertidas en piezas de coleccionismo; y las grilleras (especie de huchas agujereadas y con una portilla de gancho para introducir los grillos.

## El foco talaverano
Importante foco productor de cerámicas, desde tejas y ladrillos hasta la más popular loza y azulejería, Talavera de la Reina ha generado una tipología tan rica y variopinta que ha hecho necesaria una clasificación en series propuestas desde finales del siglo xix por distintos especialistas, a fin de facilitar su estudio y catalogación.
Natacha Seseña, definiendo las «afamadas lozas de Talavera, que por su naturaleza técnica no entrarían en la alfarería de basto», se ratificaba en su “carácter popular”. Balbina Martínez Caviró, especialista en estudios toledanos, considera que «todos los trabajos salidos de los alfares talaveranos entran dentro de la calificación general de loza, entendiéndose por tal las labores de barro cocido y esmaltado posteriormente mediante un vidriado estannífero que hace impermeables las piezas...»
De origen musulmán, la cerámica de Talavera de la Reina adquirió peso industrial a partir del siglo xvi. Citada por Cervantes, Lope de Vega y Tirso de Molina, la loza talaverana puede documentarse asimismo en buena parte de la pintura barroca española. Usada por nobles y humildes, su monopolio mercantil en pugna constante con la loza sevillana, se vio desplazado a finales del siglo xviii por la emergente fábrica de Alcora; conflicto que provocó los primeros cambios en sus series decorativas originales.

### La loza de Puente
Parejos y complementarios, los alfares de El Puente del Arzobispo han competido durante dos siglos con los ceramistas talaveranos, en la fabricación de loza tradicional, llegando a igualar maestría y estilos como productores de cerámica estannífera polícroma siguiendo modelos diseñados en los siglos xviii y xix. En la fabricación de vasijas, El Puente destacó por sus cántaros, cuya unidad se elaboraba de una sola tirada y en cuatro tamaños («cántaro de las cargas» con capacidad para una arroba, «cantarilla de media arroba», «cantarilla», y «cantarilla de los niños»); también fueron populares sus botijos, así como sus pucheros, diferenciados en seis tamaños: «de a ocho», «de a cinco», «de a peseta», «de la raya», «de cuartillo» y el puchero «papero». De entre sus maestros artesanos, los etnógrafos destacan la figura de Pedro de la Cal.
Todos los alfares de la zona occidental de la provincia compartieron características técnicas con los de la zona extremeña vecina, con hornos abiertos y el obrador dentro de la propia casa.

## Otros alfares

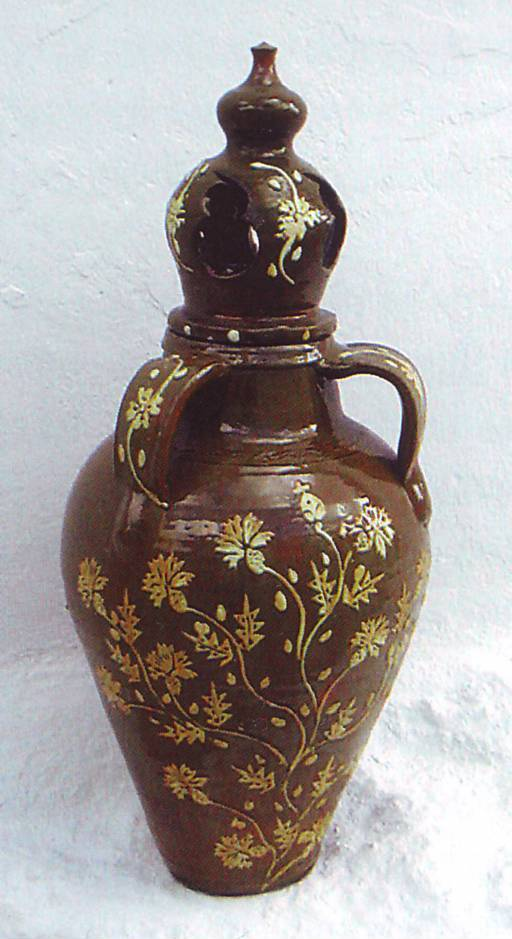
Olla de novia antigua Toledo.

Además de los focos referidos podrían enumerarse algunos de la lista de alfares perdidos, como por ejemplo Cuerva (a 16 km de Toledo), que además de la cacharrería tradicional, fabricó bellas «ollas majas», que las novias llevaban en su ajuar para colocarlas ‘boca abajo’ sobre la repisa del hogar, de ahí que su decoración se pintara invertida en la pieza; con el tiempo se fabricaron ollas de novia con tapa y ya pensadas para adorno en su posición natural. Modeladas en torno eléctrico, se decoraban ‘a la trepa’ con estampillas silueteadas de cartón o incisiones. También en las estribaciones de los Montes de Toledo, otro centro alfarero citado por Madoz es La Puebla de Montalbán, censando seis alfares, que ya en 1973 se habían reducido a solo tres y en la década de 1990 a uno solo.
En la comarca de La Jara, el pueblo de Los Navalucillos tuvo ‘taller cacharrero’ durante la segunda mitad del siglo veinte, hasta el inicio del siglo xxi, con hornos circulares y abiertos como en la vecina Extremadura. Lindando casi con la provincia de Cáceres, se encuentra Valdeverdeja, cuya producción desapareció en las postrimerías del siglo xx con la saga de la familia Juárez Arroyo. Sacaba piezas de un rojo vivo tanto para agua como para fuego, de un intenso color rojo, de arcillas de dos vetas procedentes de barreros locales. Del variado conjunto de cacharrería fabricada se anotan, además de los populares cántaros y botijos, parras usadas como orzas de matanza, parrillas de miel, bebederos, barriles de campo, tinajillas, cocinillas de barro y juguetería muy variada (que tuvo mucha demanda en la década de 1970).
Mayor actividad ha tenido Sartajada, al norte de la provincia, ya en el límite con la de Ávila. De la veintena de alfareros activos mediado el siglo xx, se documenta uno trabajando en el primer cuarto del siglo xxi. De entre las piezas antiguas se destaca en los estudios etnográficos el «barreñón de oreja» para las tareas de matanza, y la curiosa jarra llamada moza, usada para asistir a las parturientas.
También se recoge en las guías de alfarería la producida en la localidad de Ocaña, en el camino de Andalucía, conocida por su blancura, que ya en 1656 había inspirado a Bernaldo de Quirós el símil: «La dama era tan blanca... que su rostro mirado de repente, parecía una botija de Ocaña». La documentación histórica censa cuatro hornos en 1752, pero solo tres alfares en 1787, donde según Madoz, se fabrican «alcarrazas, botijones, cántaros y toda clase de cacharros sin baño», además de hornos de teja y ladrillo, como anota Seseña. Los alfareros de Ocaña también produjeron piezas ornamentales, las llamadas “filigranas” (de Félix López Mingo), presentes en las exposiciones internacionales de Barcelona y Sevilla de 1929. Asimismo, entre las alfareras especializadas en filigranas, varias guías consignan la labor de Dolores Coronado, muchas de cuyas piezas se conservan en colecciones particulares y museos especializados. Fueron muy populares en toda la Meseta Central los botijos de Ocaña por las propiedades de su arcilla porosa para conservar fresca el agua. En cuanto al proceso de fabricación de la alfarería olcadense, es interesante la descripción de sus hornos circulares, excavados a cuatro metros de profundidad en el centro del alfar, con capacidad para «unas mil piezas grandes y otras dos mil menudas».
La lista de los alfares desaparecidos puede completarse con los que funcionaron en Cazalegas, Escalona, El Toboso, Menasalbas,Mora de Toledo, Navalmoral de Pusa y Nombela.